# Xabi Alonso
Pour les articles homonymes, voir Alonso.
Alonso  Olano est un nom espagnol. Le premier nom de famille, en général paternel, est Alonso ; le second, en général maternel, souvent omis, est Olano.
Xabi Alonso Olano, né le 25 novembre 1981 à Tolosa (Pays basque, Espagne), est un footballeur international espagnol ayant évolué au poste de milieu défensif de 2000 à 2017, et reconverti comme entraîneur. Il est l'actuel entraîneur du Real Madrid.
Il est le fils de Miguel Angel Alonso, international espagnol qui a participé à la Coupe du monde 1982, et le frère de Mikel Alonso. 
Alonso commence sa carrière à la Real Sociedad, sauf un bref passage en prêt à la SD Eibar. John Toshack, son entraîneur à la Real Sociedad, nomme Alonso comme capitaine. Arrivé à Liverpool en juin 2004, il remporte la Ligue des champions dès sa première saison à l'issue d'une finale renversante où il marque le but égalisateur. Chez les Reds, il forme un duo essentiel au milieu de terrain avec la légende du club Steven Gerrard sous la direction de Rafael Benítez. La Cup et le Community Shield s'ajoutent par la suite à son palmarès. En 2009, il rejoint le Real Madrid pour un montant de 35 millions d'euros. Dans une équipe composée d'une multitude de stars, il gagne la Copa del Rey, la Liga, la Supercoupe et de nouveau la Ligue des Champions en 2014 sans jouer la finale, étant suspendu. Il achève sa carrière au Bayern Munich où il remporte la Bundesliga trois fois consécutivement jusqu'à son retrait des terrains en 2017.
Sélectionné en équipe d'Espagne de 2003 à 2014, il participe à l'Euro 2004 puis à la Coupe du monde 2006, avant de réaliser avec la Roja un triplé historique Euro 2008 - Mondial 2010 - Euro 2012, faisant par ailleurs partie des sept joueurs présents sur le terrain lors des trois finales remportées consécutivement. Il met un terme à sa carrière internationale à l'issue de la Coupe du monde 2014 où l'Espagne est éliminée dès la phase de poules. Avec 114 sélections, il est le septième joueur espagnol le plus capé de la sélection ibérique.
Entraîneur du Bayer Leverkusen, il réalise durant la saison 2023-2024 une série de 51 matches sans défaite et remporte deux trophées : la première Bundesliga de l'histoire du club ainsi que sa deuxième DFB-Pokal. La série d'invincibilité prend fin lors de la finale de la Ligue Europa à Dublin, perdue face à l'Atalanta Bergame.

## Biographie

### Les débuts
Alonso est né dans une famille où le football est roi. Son père, Periko Alonso, a joué à la Real Sociedad, où il a gagné deux fois successivement le Championnat espagnol, avant de le remporter une troisième fois pendant son passage au FC Barcelone dans les années 1980. Il a aussi figuré 20 fois dans l'équipe nationale espagnole. Xabi est né à Tolosa, une petite ville basque. Le jeune Alonso a ensuite vécu 6 ans à Barcelone avant que sa famille ne s'installe à Saint-Sébastien. C'est là-bas que son amour pour le football a commencé, quand il jouait sur la plage. C'est ici aussi qu'il rencontra un certain Mikel Arteta, et les deux apprentis footballeurs se défiaient pour voir qui possédait la meilleure qualité technique. Il est donc rapidement immergé dans le football et son père l'emmène avec son frère Mikel au terrain d'entraînement du Sabadell FC pour jouer ensemble.
Alonso est influencé par le jeu de son père, il prend plus de plaisir à distiller des passes qu'à marquer des buts, c'est pour cela qu'il décida très tôt de jouer milieu défensif. Un rôle qui l'a aidé à bien donner les ballons. Ce talent prend une grande part du travail d'Alonso sur les terrains de football.
À l'âge de 15 ans, il déménage dans la ville irlandaise de Kells pour apprendre l'anglais. En Irlande, il découvre le football gaélique et il joue avec plusieurs enfants du village. Cependant, il a un point faible pour le Meath GAA.
Alonso et Arteta étaient ambitieux, et rêvaient de jouer un jour pour la Real Sociedad, quand ils seraient plus grands. Même s'ils furent séparés pendant quelques années, les deux joueurs se retrouvaient pour jouer ensemble tous les week-ends au club de football local, Antiguoko (eu), dans le quartier de Antiguo, à Saint-Sébastien, un club amateur connu pour son école de football et pour son partenariat avec la Real. Leur talent attire l'œil des recruteurs, c'est là que les chemins d'Arteta et d'Alonso se séparent. Le premier décide de jouer avec la réserve du club catalan le FC Barcelone, tandis que l'autre joue pour la Real Sociedad. Son frère, Mikel, le rejoint un peu plus tard.
Alonso progresse dans la hiérarchie des équipes de jeunes. Il rejoint alors l'équipe réserve de la Real Sociedad, où il fait ses débuts dès l'âge de 18 ans. Ensuite, il fait sa première apparition avec le groupe professionnel contre CD Logroñés en décembre 1999 dans un match de coupe. Cependant, il ne fera aucune autre apparition avec l'équipe première durant cette saison. La saison 2000-2001 lui sera plus bénéfique, car son entraîneur Javier Clemente l’envoie en prêt à la SD Eibar, un club de seconde division, afin d'acquérir de l'expérience. Le père du joueur approuve également cette décision.
Mais les changements d'entraîneur (le père d'Alonso y fut même entraîneur pendant 2 mois) plonge la Real Sociedad dans une situation critique, car le club est dans les bas-fonds du classement en Liga. C'est dans cet univers désolant que l'entraîneur gallois John Toshack débarque à Saint-Sébastien, en janvier 2001. Il décide immédiatement de rappeler Alonso de la SD Eibar, et il fait de lui son capitaine de l'équipe première, alors que le jeune Alonso n'a que 19 ans. Finalement, après avoir frôlé la relégation pendant une grande partie de la saison, le club de San Sebastian termine la saison à la 14e place de la Liga. Toshack n'hésite pas à faire les louanges de Xabi Alonso, mais aussi de toute l'équipe.

### Real Sociedad (2000-2004)
Sous la direction de Toshack, le capitanat d'Alonso fut une bouffée d'air frais pour la Real Sociedad. L'entraîneur gallois a tout de suite décelé le potentiel du milieu de terrain, et investi une grande partie de son temps avec son jeune capitaine, et le buteur turc Nihat. Quant à l'équipe, elle se stabilise dans le milieu de classement lors de la saison 2001-2002, finissant à la 13e place. Alonso a disputé 30 matches et a marqué 3 buts. Raynald Denoueix prend la place de Toshack lors de l'été 2002, mais la place d'Alonso dans le groupe pro n'est pas en danger, en vertu de ses performances les saisons précédentes.
La deuxième place derrière le Real Madrid lors de la saison 2002-2003 a été la meilleure performance du club en Liga, depuis le titre de 1982. Le club est qualifié pour la ligue des champions.

### Liverpool FC (2004-2009)

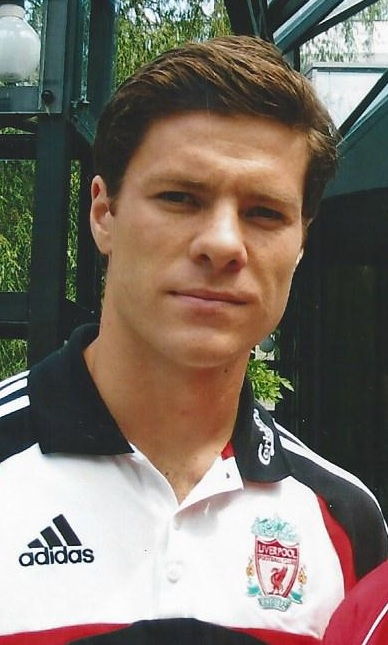
Xabi Alonso avec Liverpool en 2007.

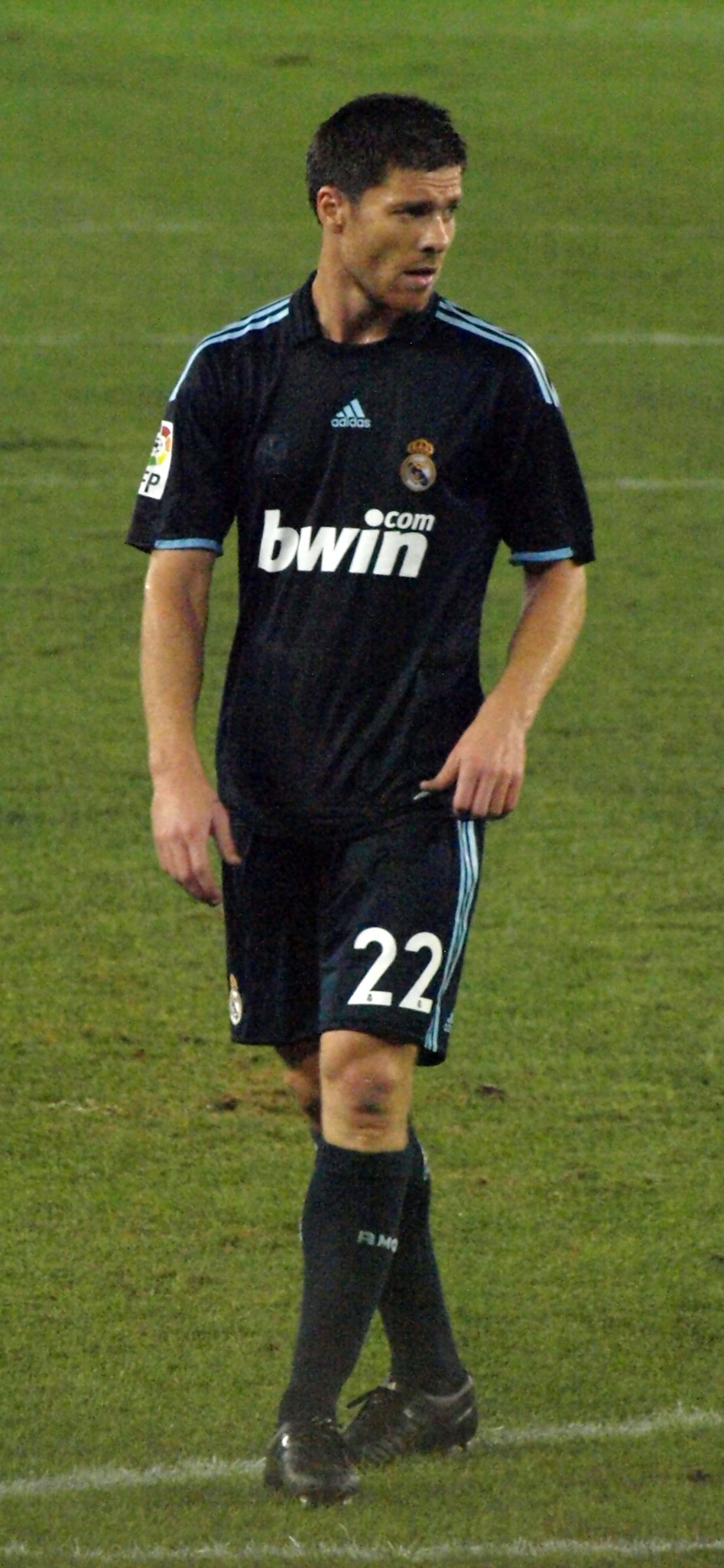
Xabi Alonso avec le Real Madrid en 2009.

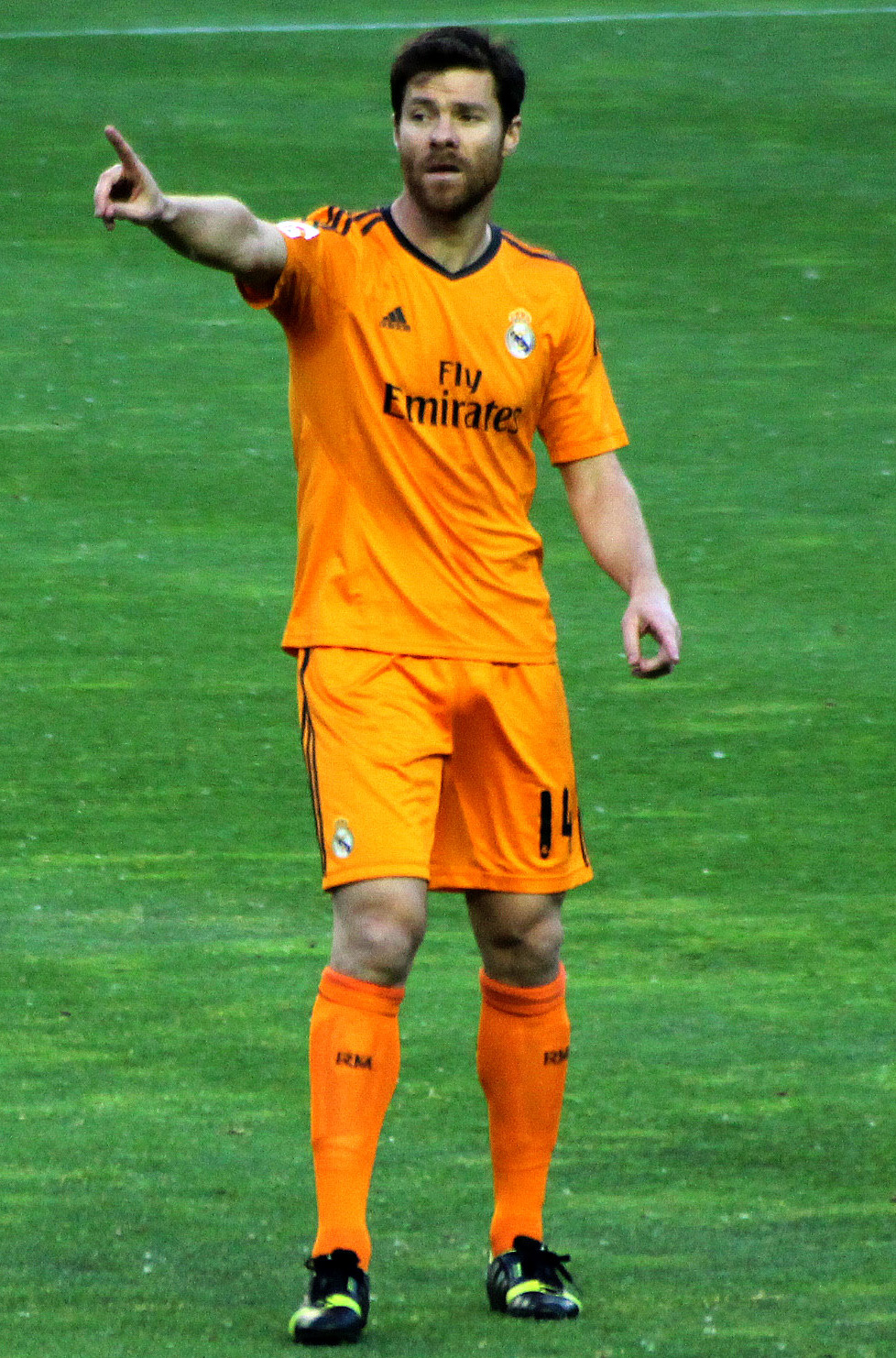
Xabi Alonso avec le Real Madrid en 2014.

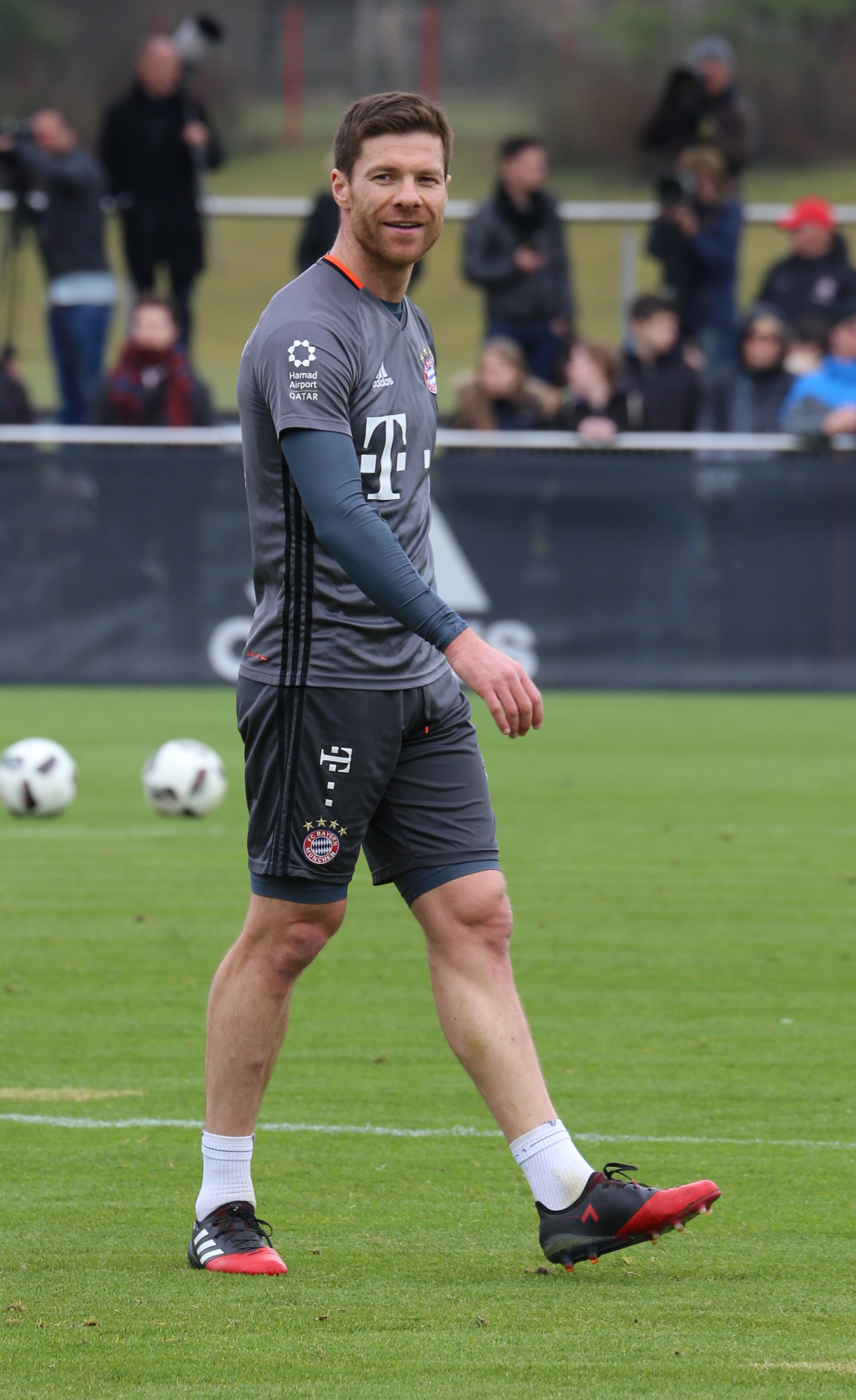
Xabi Alonso avec le Bayern Munich en 2017.

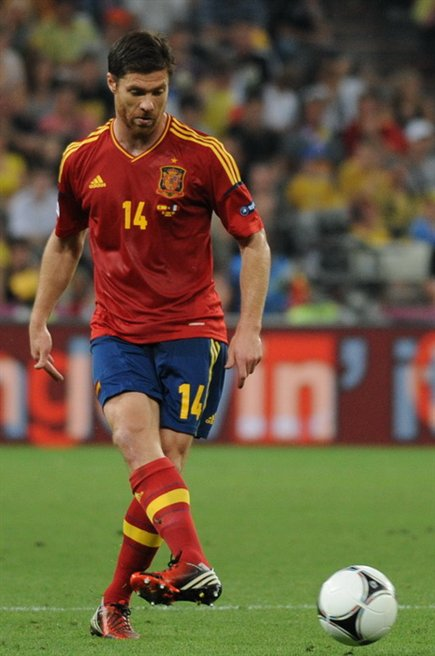
Xabi Alonso avec l'Espagne pendant l'Euro 2012.

L'Espagnol signera à Liverpool en août 2004 pour 10, 5 millions de Livres. 
Il joue son premier match avec les Reds le 29 août 2004, lors d'une rencontre de Premier League contre Bolton Wanderers où il est titularisé au milieu aux côtés de Steven Gerrard et Dietmar Hamann. Son équipe est toutefois battue par un but à zéro.
Ses premiers mois au club sont difficiles. L'équipe, entraînée par un compatriote d'Alonso, Rafael Benitez, multiplie les contre-performances et la complémentarité du Basque avec son nouveau partenaire de milieu de terrain, Steven Gerrard, ne saute pas forcément aux yeux. Il faut attendre fin novembre, et son but victorieux contre Arsenal, pour avoir un aperçu du talent de l'ancien pensionnaire de la Real Sociedad. Malheureusement, en janvier 2005, au moment même où Xabi Alonso commence à imposer son autorité sur le jeu de son équipe, il se fracture la cheville sur un tacle du milieu de terrain de Chelsea Frank Lampard. Les relations entre ces deux joueurs demeurent, depuis ce jour, empreintes d'hostilité.
À la suite de cette blessure, Alonso ne reprend du service que 3 mois plus tard dans un quart de finale de la Ligue des Champions contre la Juventus. En l'absence de Steven Gerrard, blessé, l'Espagnol dispute l'intégralité de la rencontre. Malgré une condition physique pas optimale, il livre une performance remarquable du point de vue de l'intelligence tactique, et le 0-0 obtenu par Liverpool à Turin permet aux Reds de se qualifier pour les demi-finales. Là, les hommes de Rafael Benitez éliminent Chelsea (0-0 à Londres, 1-0 à Anfield), malgré l'absence d'Alonso sur suspension pour la demi-finale retour.
En finale, le Basque est de retour dans le XI de départ pour affronter les Italiens du Milan AC. Balayé en première mi-temps, Liverpool encaisse 3 buts et semble parti pour une défaite humiliante. Mais en seconde mi-temps, les Reds reviennent en force et inscrivent 2 buts. À ce moment de la partie, ils obtiennent un penalty, qu'Alonso s'avance pour tirer. Celui-ci est arrêté par le gardien milanais Dida, mais Alonso est le plus prompt sur le rebond et égalise à 3-3. Liverpool remportera finalement la partie aux tirs au but, après l'un des plus improbables retournements de situation de l'histoire du football.
La saison suivante, il gagnera la Coupe d'Angleterre de football, puis, quelques mois plus tard, le FA Community Shield. Cependant, ses performances sont beaucoup plus erratiques qu'avant, le joueur donnant l'impression d'être capable du meilleur (but inscrit de sa propre moitié de terrain dans un match de FA Cup contre Luton Town) comme du pire (perte de ballon menant à un but de West Ham en finale de la même compétition). La saison 2006-07, à la fin de laquelle l'Espagnol signera un nouveau contrat de 5 ans avec le club, est du même acabit : quelques performances sublimes qui masquent mal d'autres beaucoup plus poussives.
En 2007-08, Alonso, qui doit faire face à la concurrence accrue de Javier Mascherano et Lucas Leiva dans l'entrejeu, se blesse et manque plusieurs mois de compétition. À son retour, fin décembre 2007, Liverpool n'est plus dans la course au titre. C'est au cours de cette saison que l'ancien protégé de Raynald Denoueix effectuera son plus faible nombre d'apparitions chez les Reds (27 toutes compétitions confondues, soit la moitié de son total de 2005-06 !).
En juillet 2008, revenant de l'Euro 2008 en Suisse et en Autriche remporté par son pays, Alonso se retrouve pour la première fois indésirable à Liverpool. Son entraîneur, Rafael Benitez, souhaite recruter le milieu de terrain d'Aston Villa, Gareth Barry, tandis que Xabi Alonso est convoité par la Juventus. Mais finalement, la Juventus opte pour le Danois Christian Poulsen, tandis que Villa refuse de se séparer de Barry.
Dans le flou, et déçu de la façon dont son compatriote Benitez l'a traité, Alonso est vite rassuré par l'affection que continuent de lui témoigner les fans de Liverpool. De cet épisode, il retiendra que "les supporters ont tout fait pour exprimer ce qu'ils ressentaient... dès que je sortais pour déjeuner ou prendre un café, il y avait toujours quelqu'un pour me dire 'On aimerait que tu restes'. Je suis heureux qu'au final, aucun transfert n'ait eu lieu puisque je n'avais jamais rien voulu de tel."
Comme habité d'une détermination décuplée à l'idée de faire payer à Rafael Benitez son manque de confiance, Xabi Alonso réalise une saison 2008-09 de haute volée. Associé dans l'entrejeu liverpudlien à Javier Mascherano dans le nouveau 4-2-3-1 de Benitez, le Basque fait sensation, sa technique et sa vision se conjuguant à merveille avec la grinta de l'Argentin. Les deux joueurs représentent le socle de cette équipe, et leur abattage au milieu permet à Steven Gerrard d'évoluer dans une position plus avancée dans laquelle son association avec Fernando Torres fait des ravages.
Liverpool termine la saison sans aucun trophée, mais non sans avoir marqué les esprits. Les Reds atteignent la barre de 86 points, leur meilleur total dans l'histoire de la Premier League. Ils ont la meilleure attaque du championnat et pour la première fois depuis la saison 2001-02, réussissent le doublé (2-1, 4-1) sur leur ennemi héréditaire Manchester United. En Ligue des Champions, les hommes de Benitez sont éliminés dès les quarts de finale par Chelsea, mais non sans avoir au tour précédent livré une démonstration contre le grand Real Madrid (victoires 1-0 à Madrid et 4-0 à Anfield).
Pour Alonso, le point d'orgue personnel de cette saison est probablement son but lors d'un match contre Chelsea à Stamford Bridge le 26 octobre 2008. Ce but offre la victoire à Liverpool dans un match serré et les Reds deviennent ainsi la première équipe à remporter un match de Premier League dans l'antre des Blues depuis 4 ans et demi.

### Real Madrid (2009-2014)
Le mardi 4 août 2009, Liverpool et le Real Madrid se sont mis d'accord pour le transfert du milieu de terrain des Reds pour 4 saisons, selon le site officiel du club anglais. Le montant de la transaction est de 30 millions d'euros. Au cours du match contre le Zurich (1re journée de la ligue des champions) il se blessa au tendon d'Achille pour une semaine.
Xabi Alonso inscrit son premier but pour le Real le 21 février 2010 lors d'une victoire 6-2 du club madrilène. Il marqua sur pénalty en toute fin de rencontre contre Villarreal.
Xabi a deux frères, dont Mikel Alonso, évoluant en tant que joueur professionnel à Tenerife, un club de la Liga, représentatif des îles Canaries. À l'occasion de sa première saison avec le Real Madrid, Xabi aura disputé deux matchs contre l'équipe de son frère et les deux seront remportés par le Real Madrid avec un score sans appel de 5-1 pour le Real Madrid au match retour, aux îles Canaries, le 27 février 2010.
Depuis l'arrivée de José Mourinho lors de la saison 2010/2011, Xabi Alonso est un élément clé du dispositif madrilène. Son abattage défensif et sa qualité de passe en font un joueur indispensable au milieu de terrain. Lors du match retour de la Supercoupe d'Espagne en août 2011 il marque le but de l'égalisation (2-2) mais son équipe s'incline finalement face au FC Barcelone. Au cours de la première moitié de la saison 2011/2012, il est le joueur le plus utilisé par son entraineur devant Iker Casillas et Cristiano Ronaldo. Cela illustre l'importance d'Alonso dans le jeu de la maison blanche. Depuis janvier 2012 Xabi Alonso connaît une baisse de forme. S'il n'est pas mauvais, le milieu de terrain affiche régulièrement un niveau en dessous de ce qu'il a l'habitude de montrer. Malgré tout il demeure indispensable au sein de son équipe. Au mois d'avril il parviendra à réhausser son niveau de jeu lors du clasico à Barcelone et surtout pendant la demi-finale retour perdue aux tirs au but à Santiago Bernabéu. Il sera le seul de son équipe à tromper Manuel Neuer lors de la séance de tirs au but durant la Ligue des champions.
Après avoir été opéré d'une pubalgie en juin 2013 qui l'empêche de disputer la Coupe des confédérations, Alonso se fait une fracture au pied le 21 août 2013 qui le rend indisponible pendant trois mois.

### Bayern Munich (2014-2017)
Le 29 août 2014, le Bayern Munich confirme un accord avec le Real Madrid pour le transfert de Xabi Alonso. Il joue son premier match sous ses nouvelles couleurs le 30 août 2014, en étant titularisé face au FC Schalke 04, lors d'une rencontre de Bundesliga. Il est ensuite remplacé par Pierre-Emile Højbjerg et la rencontre se solde par un match nul (1-1). Le 27 septembre 2014, lors d'une victoire sur la pelouse du FC Cologne (0-2), Xabi Alonso bat le record du plus grand nombre de passes réussies dans un match de Bundesliga, avec 196 passes. Il inscrit son premier but le 18 octobre 2014, lors de la large victoire de son équipe face au Werder Brême en championnat (6-0).
Le 21 décembre 2016, Xabi Alonso marque un but contre le RB Leipzig en championnat. Titulaire, il participe à la victoire de son équipe par trois buts à zéro. Il s'agit de son dernier but en professionnel.
Il met un terme à sa carrière de joueur en juin 2017. Il joue son dernier match lors d'une rencontre du championnat d'Allemagne, le 20 mai 2017, face au SC Fribourg, en sortant à la 80e minute, le même jour où son coéquipier Philipp Lahm termine également sa carrière.

### Sélection espagnole
Xabi Alonso honore sa première sélection avec l'équipe nationale d'Espagne sous les ordres d'Iñaki Sáez le 30 avril 2003 face à l'Équateur. Il est titulaire et son équipe s'impose par quatre buts à zéro ce jour-là.
Xabi Alonso dispute son premier tournoi majeur lors de l'Euro 2004, jouant deux matchs de poules face à la Russie et au Portugal. Deux ans plus tard, il est convoqué pour participer à la Coupe du monde 2006 . Compétition durant laquelle, il marqua son premier but dans un tournoi majeur face à l'Ukraine contribuant à la victoire 4-0 de la Roja. Il participe ensuite consécutivement à l'Euro 2008, la Coupe du monde 2010 et l'Euro 2012. Avec les siens, il remporte un triplé historique alignant les deux Euro et la Coupe du monde. 
Il inscrit ses 14e et 15e buts le 23 juin 2012 lors de sa 100e sélection face à la France en quart de finale de l'Euro 2012 d'une tête smashée sur un centre de son coéquipier Jordi Alba et un penalty. L'Espagne s'impose par deux buts à zéro ce jour-là. 
Le 1er juillet 2012, Xabi Alonso remporte l'Euro 2012. Titulaire indiscutable, il est un des hommes-clés du parcours espagnol. Blessé à l'aine, il ne participe pas à la Coupe des confédérations 2013. Il est à nouveau sélectionné dans la sélection espagnole pour la Coupe du monde 2014. Malgré un but inscrit face aux Pays-Bas sur pénalty, il ne peut empêcher la débâcle espagnole face aux néerlandais. La Roja perdra une seconde fois face au Chili synonyme d'élimination. Xabi Alonso annonce alors la fin de sa carrière internationale après cette compétition, une décision qu'il déclare avoir prise avant cette coupe du monde.

## Style de jeu
Xabi Alonso est un milieu défensif particulièrement habile dans la construction du jeu, grâce à sa vision et à sa capacité de lire le jeu. Ses qualités lui permettent d'être utilisé aussi bien comme dernier rempart devant la défense, que dans une position de «relayeur» aux côtés d'un autre milieu défensif.
Très travailleur, il récupère un grand nombre de ballons et les relance proprement. Il est doté d'une très bonne et puissante frappe de balle qui lui permet de botter bon nombre de coups de pied arrêtés, notamment les penaltys. Il est d'une très grande précision aussi bien dans le jeu long que dans les passes courtes, ce qui lui vaut souvent une place de titulaire important en club et au sein de la sélection espagnole.

## Carrière d'entraîneur
Après avoir mis un terme à sa carrière de joueur professionnel, Xabi Alonso entame rapidement une carrière d'entraîneur. Fort de son expérience au plus haut niveau, ayant évolué à la Real Sociedad, Liverpool, au Real Madrid et au Bayern Munich, il a été entraîné par des techniciens prestigieux tels que Rafael Benítez, José Mourinho, Carlo Ancelotti (accompagné de Zinédine Zidane comme adjoint) et Pep Guardiola, autant de figures dont il a su tirer des enseignements pour nourrir sa propre vision du jeu.
Déterminé à obtenir les qualifications nécessaires, il suit une formation et décroche la licence UEFA A en 2018. L’obtention de cette certification exige une expérience concrète sur le terrain : Alonso doit ainsi entraîner une équipe pendant au moins une saison pour valider ses diplômes. Il obtient par la suite, en 2019, la licence UEFA Pro, le plus haut niveau de qualification pour un entraîneur en Europe.
Durant les premiers mois de l’année 2018, il réfléchit aux différentes options qui s’offrent à lui. Malgré l’intérêt de plusieurs clubs en raison de sa notoriété, Alonso choisit de commencer par la base, dans un contexte formateur, fidèle à sa vision du football.

Sur les conseils de son agent de longue date Iñaki Ibáñez, il accepte la proposition du Real Madrid de prendre en charge l’Infantil A, équipe des moins de 14 ans (U14). Ce groupe, composé de jeunes joueurs déjà dotés d’une certaine maturité technique et tactique, offre à Alonso l’occasion de développer ses premières idées en matière de jeu, dans un cadre exigeant mais adapté à la pédagogie.
«Je ne voulais pas me précipiter. Je voulais d'abord me voir, voir comment je me sentais… et je me suis senti très bien.»

— Xabi Alonso, dans une interview accordée à Jorge Valdano pour l'émission Universo Valdano (2023).

### Real Madrid U14 (2018-2019)

#### Nomination et débuts
Pour sa première expérience sur un banc d’entraîneur Xabi Alonso a franchi cette étape avec le Real Madrid, club où il a joué de 2009 à 2014. Il a quitté le Santiago Bernabéu après avoir remporté plusieurs titres, dont le plus important fut la Ligue des champions, la très convoitée Décima, bien qu’il ait manqué la finale en raison d’une suspension. Cependant, sa carrière en costume pour célébrer le but de Gareth Bale en prolongation restera gravée dans toutes les mémoires.
Il devient ainsi en août 2018 l'entraîneur de l'équipe infantil A (U14) du Real Madrid CF, où, dès la première minute, il a démontré sa capacité à appliquer ses idées et son style de joueur, parvenant à  imposer son style et à enseigner aux Merengues son esprit de compétition et la meilleure façon d'atteindre leurs objectifs.
Il débute alors dans la formation au sein de la cantera du Real Madrid, dans un environnement discret, loin de l’exposition médiatique, dirigeant des matchs disputés sans public ou sur des terrains municipaux, dans un cadre modeste. Son arrivée à Valdebebas, où s'entraîne l'académie du club, suscite toutefois une certaine surprise. Ancienne figure du football européen, sa présence au bord des terrains, en tenue d'entraîneur, marque les esprits, notamment parmi les parents des jeunes joueurs.
Durant son passage sur le banc de l’Infantil A du Real Madrid (U14), Xabi Alonso s’impose rapidement comme une figure marquante du vestiaire, respecté autant pour son passé prestigieux que pour son attitude exemplaire. À ses côtés, son adjoint Sebas Parrilla, formateur expérimenté du centre de formation merengue, complète le duo en apportant une approche plus directe et pédagogique. Alonso, faisant preuve d’humilité, s’appuie volontairement sur son adjoint pour s’adapter à cet environnement de formation. Sur le terrain, il n’hésite pas à participer activement aux séances d’entraînement, illustrant ses consignes techniques par des gestes de grande précision, notamment par ses passes longues de 60 mètres, qui rappellent son style de jeu en tant que milieu de terrain. Bien qu’il parle peu de son passé de joueur, il lui arrive, à la demande de ses jeunes joueurs, de raconter certains épisodes marquants de sa carrière, comme la finale de la Coupe du monde 2010 et le fameux coup de pied reçu en pleine poitrine par Nigel de Jong.

#### Résultats et titres
L’équipe U14 dirigée par Xabi Alonso lors de la saison 2018-2019 est considérée comme l’une des plus dominantes de la dernière décennie à Valdebebas. Alonso y a promu un football rapide, basé sur le jeu en une ou deux touches, ce qui a permis à son équipe de survoler le Groupe I de la División de Honor. Sur 26 matchs, elle en a remporté 25 et concédé un seul nul (4-4 contre le Rayo Vallecano), inscrivant 159 buts pour seulement 14 encaissés, soit une moyenne impressionnante de 6,1 buts par match.
Son premier match officiel sur le banc fut un derby contre l’Atlético de Madrid, remporté 3-2. Le Real inflige ensuite un 13-0 à l’École de Football d’Arganda à domicile, avant un retentissant 17-0 au match retour. Lors de la dernière journée, une victoire 6-1 face à Adarve scelle le titre, avec 76 points, soit 14 de plus que l’Atlético. Cette performance permet au Real Madrid d’être la première équipe de La Fábrica à remporter un championnat cette saison-là, et ce, trois journées avant la fin. Xabi Alonso décroche ainsi son premier titre en tant qu'entraîneur.
Sous sa direction, l’équipe montre une nette supériorité tout au long de la saison et se qualifie pour la Copa de Campeones Infantil, phase finale nationale réunissant les vainqueurs des ligues régionales. En juin 2019, le Real Madrid remporte la finale contre le CD Leganés sur un score de 4-0, grâce à un doublé d’Iker Gil et des buts de José María Alonso et Hugo de Llanos, devenant champion d’Espagne U14.
Alonso ne se limite pas au championnat, il mène ses joueurs à remporter également plusieurs tournois prestigieux. En avril 2019, ils gagnent le Tournoi international de Sorrente (Italie), battant la Juventus en demi-finale puis la Lazio en finale (2-1). Le milieu Chema Andrés, auteur de 8 buts, est désigné meilleur buteur du tournoi.

En fin de saison, le Real s’illustre aussi au Torneo de Campeones régional (Trophée SEAT), opposant les champions des ligues madrilènes. Le club y bat Periso, Valence et Valladolid. Iker Gil y est à nouveau meilleur buteur, tandis que Jacobo Naveros est élu meilleur joueur.
«Cette année-là, nous avons tout raflé.» 

— Alonso Bragado, élève de Xabi Alonso, confie-t-il au journal AS.
Ces résultats exceptionnels marquent les débuts très prometteurs de Xabi Alonso comme entraîneur, annoncent précocement le succès de sa reconversion et posent les bases d’une carrière déjà remarquable.

#### Génération Xabi Alonso
Entraînée par Xabi Alonso, l’équipe Infantil A du Real Madrid lors de la saison 2018-2019 a vu émerger une génération particulièrement talentueuse, parfois surnommée par les médias espagnols «la génération Xabi Alonso». Cette équipe, restée invaincue en championnat et victorieuse de plusieurs tournois internationaux, se distinguait par un jeu de possession rigoureux, un pressing collectif et une discipline tactique rare à ce niveau.
Parmi ses éléments les plus prometteurs figuraient:
Iker Gil, il est élu meilleur buteur du Real Madrid Infantil A durant la saison 2018‑2019, avec plus de 30 buts en championnat et un total estimé à 54 buts sur l’ensemble de la saison. Il a remporté la Golden Cantera Shoe 2019, trophée décerné à l’auteur du plus grand nombre de buts chez les jeunes du club, avec un total de 35,9 points.
Jacobo Ramón, défenseur central élégant, réputé pour son leadership, Il gravit rapidement les échelons jusqu’à rejoindre le Real Madrid Castilla (équipe réserve).
Baba Diocou, attaquant explosif d’origine sénégalaise, réputé pour sa vitesse, son impact physique et sa capacité à créer des déséquilibres.
Elyaz Zidane, fils de Zinédine Zidane, évoluait comme latéral gauche. Il se distinguait par ses qualités techniques prometteuses, une belle précision de centre et un bon sens tactique.
Chema Andrés, milieu défensif précocement surclassé, apprécié pour sa vision du jeu, sa maturité et son calme sous pression.
Cristian Perea, milieu offensif créatif et polyvalent, souvent décisif dans les derniers mètres, capable de jouer également en ailier.
Youssef Enríquez, dit «Yusi», arrière rapide, dribbleur instinctif, particulièrement à l’aise en un-contre-un, il apportait du dynamisme sur les côtés.
Alejandro Moya, latéral droit endurant et fiable, souvent salué pour sa rigueur défensive et sa contribution au pressing haut.
Alonso Bragado, arrière droit endurant et fiable, il se distingue par sa rigueur défensive, sa capacité à fermer son couloir, ainsi que par son apport offensif intelligent, notamment par ses montées bien temporisées et ses centres précis.
Plusieurs de ces joueurs sont encore suivis par le club, certains évoluant aujourd’hui dans les sélections nationales jeunes ou au sein des équipes U18-U19 du Real Madrid. 
«Ma première saison a été très positive. C’est la récompense du bon travail que nous avons fait. Les protagonistes et ceux qui méritent le titre ce sont mes joueurs. Ce sont eux qui se battent sur le terrain, qui savent souffrir et ils nous ont donné beaucoup de plaisir. A cet âge, les joueurs sont plus en phase de formation que dans une optique de compétition mais quand ils vont sur le terrain ils veulent jouer pour gagner.
Ils n'ont que 13 ans et font ce que font les joueurs les plus âgés. Ils se battent, ils souffrent et jouent. On a pris beaucoup de plaisir. Ils font preuve de beaucoup de maturité pour leur âge. C’est important pour la suite de leur carrière. Il faut tout de même rester concentré pour les derniers matchs. Avec l’écusson du Real Madrid, chaque partie compte.»

— Xabi Alonso, après son premier titre en tant qu'entraîneur.
Les résultats de cette saison exceptionnelle ne passent pas inaperçus. Selon Marca, la direction du Real Madrid envisage un temps de confier à Alonso une catégorie supérieure. Son style, la progression de ses joueurs et son image professionnelle suscitent également l’intérêt de plusieurs clubs européens. En parallèle, il s'apprête à obtenir sa licence UEFA, condition pour entraîner à un niveau plus élevé.

Après une première saison couronnée de succès sur le banc madrilène, des rumeurs commencent à circuler sur un possible départ de Xabi Alonso.
 «Je vais prendre les choses tranquillement. Viendra le moment où il faudra prendre une décision. J’ai pris du plaisir à jouer sur le terrain et maintenant j’en prends hors de celui-ci.»

  — Xabi Alonso, interrogé sur son avenir.
Ce n’est qu’à l’issue de la saison que des rumeurs évoquent un possible retour de Xabi Alonso à la Real Sociedad, son club formateur. Après son départ du Real Madrid, le travail de Xabi Alonso au sein de l’Infantil A continue d’être salué pour la formation de jeunes joueurs devenus des références dans la cantera madrilène. 

### Real Sociedad B (2019-2022)

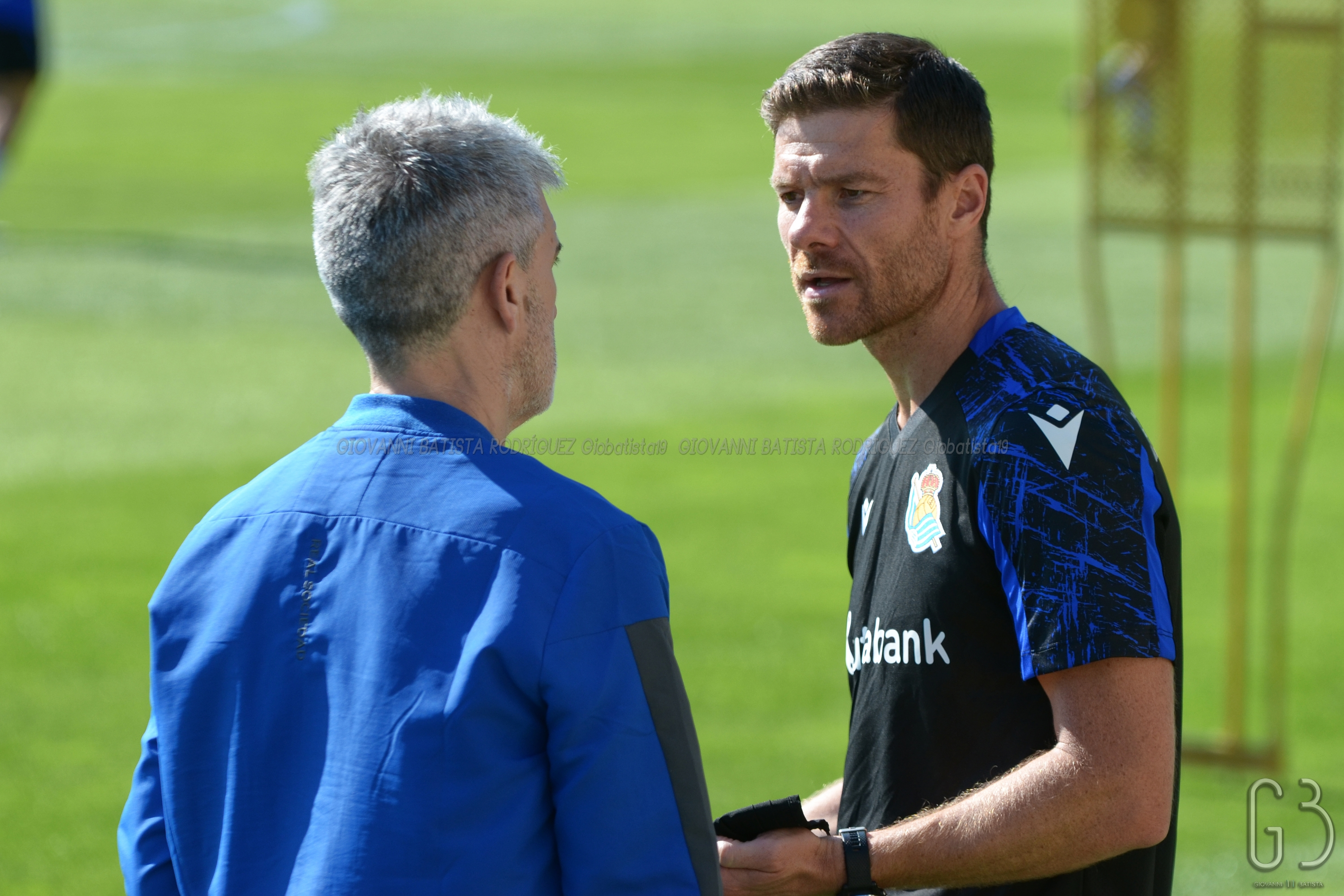
Xabi Alonso en discussion avec Roberto Olabe (à gauche) en 2021.

Le 1er juin 2019, Xabi Alonso est nommé entraîneur de la Real Sociedad B, l'équipe réserve de la Real Sociedad, qui évolue en Segunda División B (équivalent de la troisième division).
En mars 2021, il prolonge son contrat avec la Real Sociedad B jusqu'en 2022.
Le 22 mai 2021, après une saison 2020-2021 remarquable en championnat, il fait monter la réserve de la Real Sociedad en deuxième division, en battant Algeciras en finale des play-offs d'accession. Le 25 mai 2022, Xabi Alonso quitte le club basque.

### Bayer Leverkusen (2022-2025)
En octobre 2022, Xabi Alonso devient, en cours de saison, l’entraîneur du Bayer Leverkusen. Il remplace Gerardo Seoane, limogé en raison des mauvais résultats du club.
Pour son premier match à la tête du Bayer Leverkusen, le 8 octobre 2022, son équipe s'impose lors d'une rencontre de Bundesliga face au FC Schalke 04 (4-0),.
Le 4 août 2023, Xabi Alonso prolonge son contrat avec le Bayer Leverkusen jusqu'en 2026,.
Le 23 février 2024 avec le Bayer Leverkusen, il bat le record d'invincibilité pour une équipe allemande toutes compétitions confondues avec 33 matchs sans la moindre défaite en battant le 1. FSV Mayence 05 en Bundesliga (2-1).
Le 14 avril 2024, après avoir conservé son invincibilité depuis le début de la saison, il permet au Bayer Leverkusen de remporter le premier titre en championnat de son histoire, après une victoire 5 à 0 contre le Werder Brême.
Le 22 mai 2024, après 51 matches sans défaite, le Bayer Leverkusen s'incline face à Atalanta, en finale de la Ligue Europa (0-3), mettant fin à cette série d'invincibilité historique et passant à côté d'un second titre européen pour le club allemand.
Le 25 mai 2024, le Bayer Leverkusen remporte la coupe d'Allemagne et réalise le doublé coupe-championnat.
Le 17 août 2024, le Bayer Leverkusen remporte la Supercoupe d'Allemagne face au VfB Stuttgart.
Le 9 mai 2025, alors qu'il est pressenti pour succéder à Carlo Ancelotti à la tête du Real Madrid, il annonce son départ du club allemand à l'issue de la saison,.

### Real Madrid (2025-)
Le 25 mai 2025, le Real Madrid annonce la nomination de Xabi Alonso au poste d'entraîneur pour les trois prochaines saisons,,. Le lendemain, il est présenté à la presse,,.
Le 18 juin 2025, son équipe fait match nul (1-1) contre l'Al-Hilal SFC lors de la Coupe du monde des clubs pour son premier match à la tête de la Casa Blanca,,.
Pour sa première compétition à la tête des Merengue, Xabi Alonso et son équipe réussiront à se hisser jusqu'en demi-finale de la Coupe du monde des clubs, stoppés par le Paris Saint-Germain (4-0)

## Statistiques

### Statistiques détaillées
Ce tableau résume les statistiques en carrière de Xabi Alonso :
| Saison                | Club                  | Championnat           | Championnat | Championnat | Championnat | Coupe nationale | Coupe nationale | Coupe nationale | Coupe de la Ligue | Coupe de la Ligue | Coupe de la Ligue | Supercoupe | Supercoupe | Supercoupe | Compétition(s) continentale(s) | Compétition(s) continentale(s) | Compétition(s) continentale(s) | Compétition(s) continentale(s) | Autres compétitions | Autres compétitions | Autres compétitions | Autres compétitions | Espagne | Espagne | Espagne | Total | Total | Total |
| Saison                | Club                  | Division              | M.          | B.          | P.d.        | M.              | B.              | P.d.            | M.                | B.                | P.d.              | M.         | B.         | P.d.       | Comp.                          | M.                             | B.                             | P.d.                           | Comp.               | M.                  | B.                  | P.d.                | M.      | B.      | P.d.    | M.    | B.    | P.d.  |
| 1999-2000             | Real Sociedad         | Liga                  | 0           | 0           | 0           | 1               | 0               | 0               | -                 | -                 | -                 | -          | -          | -          | -                              | -                              | -                              | -                              | -                   | -                   | -                   | -                   | -       | -       | -       | 1     | 0     | 0     |
| 2000-2001             | SD Eibar (prêt)       | D2                    | 14          | 0           | 0           | -               | -               | -               | -                 | -                 | -                 | -          | -          | -          | -                              | -                              | -                              | -                              | -                   | -                   | -                   | -                   | -       | -       | -       | 14    | 0     | 0     |
| Sous-total            | Sous-total            | Sous-total            | 14          | 0           | 0           | -               | -               | -               | -                 | -                 | -                 | -          | -          | -          | -                              | -                              | -                              | -                              | -                   | -                   | -                   | -                   | -       | -       | -       | 14    | 0     | 0     |
| 2000-2001             | Real Sociedad         | Liga                  | 18          | 0           | 3           | -               | -               | -               | -                 | -                 | -                 | -          | -          | -          | -                              | -                              | -                              | -                              | -                   | -                   | -                   | -                   | -       | -       | -       | 18    | 0     | 3     |
| 2001-2002             | Real Sociedad         | Liga                  | 29          | 3           | 2           | -               | -               | -               | -                 | -                 | -                 | -          | -          | -          | -                              | -                              | -                              | -                              | -                   | -                   | -                   | -                   | -       | -       | -       | 29    | 3     | 2     |
| 2002-2003             | Real Sociedad         | Liga                  | 33          | 3           | 3           | 1               | 0               | 0               | -                 | -                 | -                 | -          | -          | -          | -                              | -                              | -                              | -                              | -                   | -                   | -                   | -                   | -       | -       | -       | 34    | 3     | 3     |
| 2003-2004             | Real Sociedad         | Liga                  | 34          | 3           | 3           | -               | -               | -               | -                 | -                 | -                 | -          | -          | -          | C1                             | 8                              | 1                              | 1                              | -                   | -                   | -                   | -                   | 10      | 0       | 0       | 52    | 4     | 4     |
| 2004-2005             | Real Sociedad         | Liga                  | -           | -           | -           | -               | -               | -               | -                 | -                 | -                 | -          | -          | -          | -                              | -                              | -                              | -                              | -                   | -                   | -                   | -                   | 1       | 0       | 0       | 1     | 0     | 0     |
| Sous-total            | Sous-total            | Sous-total            | 114         | 9           | 11          | 2               | 0               | 0               | -                 | -                 | -                 | -          | -          | -          | -                              | 8                              | 1                              | 1                              | -                   | -                   | -                   | -                   | 11      | 0       | 0       | 135   | 10    | 12    |
| 2004-2005             | Liverpool FC          | Premier League        | 24          | 2           | 4           | -               | -               | -               | -                 | -                 | -                 | -          | -          | -          | C1                             | 8                              | 1                              | 0                              | -                   | -                   | -                   | -                   | 5       | 0       | 0       | 37    | 3     | 4     |
| 2005-2006             | Liverpool FC          | Premier League        | 35          | 3           | 7           | 5               | 2               | 0               | -                 | -                 | -                 | -          | -          | -          | C1                             | 10                             | 0                              | 0                              | SU+CMC              | 1+2                 | 0+0                 | 0+0                 | 12      | 1       | 0       | 65    | 6     | 7     |
| 2006-2007             | Liverpool FC          | Premier League        | 32          | 4           | 1           | 1               | 0               | 0               | 2                 | 0                 | 0                 | 1          | 0          | 0          | C1                             | 15                             | 0                              | 0                              | -                   | -                   | -                   | -                   | 8       | 0       | 0       | 59    | 4     | 1     |
| 2007-2008             | Liverpool FC          | Premier League        | 19          | 2           | 1           | 3               | 0               | 0               | 1                 | 0                 | 0                 | -          | -          | -          | C1                             | 4                              | 0                              | 2                              | -                   | -                   | -                   | -                   | 10      | 0       | 0       | 37    | 2     | 3     |
| 2008-2009             | Liverpool FC          | Premier League        | 33          | 4           | 4           | 3               | 0               | 1               | 1                 | 0                 | 0                 | -          | -          | -          | C1                             | 10                             | 1                              | 1                              | -                   | -                   | -                   | -                   | 14      | 4       | 1       | 61    | 9     | 7     |
| Sous-total            | Sous-total            | Sous-total            | 143         | 15          | 17          | 12              | 2               | 1               | 4                 | 0                 | 0                 | 1          | 0          | 0          | -                              | 47                             | 2                              | 3                              | -                   | 3                   | 0                   | 0                   | 49      | 5       | 1       | 259   | 24    | 22    |
| 2009-2010             | Real Madrid           | Liga                  | 34          | 3           | 3           | -               | -               | -               | -                 | -                 | -                 | -          | -          | -          | C1                             | 7                              | 0                              | 0                              | -                   | -                   | -                   | -                   | 15      | 4       | 5       | 56    | 7     | 8     |
| 2010-2011             | Real Madrid           | Liga                  | 34          | 0           | 6           | 7               | 1               | 0               | -                 | -                 | -                 | -          | -          | -          | C1                             | 11                             | 0                              | 0                              | -                   | -                   | -                   | -                   | 11      | 1       | 2       | 63    | 2     | 8     |
| 2011-2012             | Real Madrid           | Liga                  | 36          | 1           | 9           | 4               | 0               | 0               | -                 | -                 | -                 | 2          | 1          | 0          | C1                             | 10                             | 0                              | 1                              | -                   | -                   | -                   | -                   | 16      | 5       | 1       | 68    | 7     | 11    |
| 2012-2013             | Real Madrid           | Liga                  | 28          | 0           | 5           | 7               | 0               | 2               | -                 | -                 | -                 | 2          | 0          | 0          | C1                             | 10                             | 0                              | 1                              | -                   | -                   | -                   | -                   | 5       | 0       | 0       | 52    | 0     | 8     |
| 2013-2014             | Real Madrid           | Liga                  | 26          | 0           | 1           | 7               | 0               | 1               | -                 | -                 | -                 | -          | -          | -          | C1                             | 9                              | 0                              | 0                              | -                   | -                   | -                   | -                   | 6       | 1       | 0       | 48    | 1     | 2     |
| 2014-2015             | Real Madrid           | Liga                  | -           | -           | -           | -               | -               | -               | -                 | -                 | -                 | 2          | 0          | 0          | -                              | -                              | -                              | -                              | -                   | -                   | -                   | -                   | -       | -       | -       | 2     | 0     | 0     |
| Sous-total            | Sous-total            | Sous-total            | 158         | 4           | 24          | 25              | 1               | 3               | -                 | -                 | -                 | 6          | 1          | 0          | -                              | 47                             | 0                              | 2                              | -                   | -                   | -                   | -                   | 53      | 11      | 8       | 289   | 17    | 37    |
| 2014-2015             | Bayern Munich         | Bundesliga            | 26          | 2           | 3           | 4               | 0               | 1               | -                 | -                 | -                 | -          | -          | -          | C1                             | 10                             | 2                              | 1                              | -                   | -                   | -                   | -                   | -       | -       | -       | 40    | 4     | 5     |
| 2015-2016             | Bayern Munich         | Bundesliga            | 26          | 0           | 2           | 4               | 1               | 1               | -                 | -                 | -                 | 1          | 0          | 0          | C1                             | 8                              | 1                              | 0                              | -                   | -                   | -                   | -                   | -       | -       | -       | 39    | 2     | 3     |
| 2016-2017             | Bayern Munich         | Bundesliga            | 27          | 3           | 2           | 3               | 0               | 1               | -                 | -                 | -                 | 1          | 0          | 0          | C1                             | 7                              | 0                              | 0                              | -                   | -                   | -                   | -                   | -       | -       | -       | 38    | 3     | 3     |
| Sous-total            | Sous-total            | Sous-total            | 79          | 5           | 5           | 11              | 1               | 2               | -                 | -                 | -                 | 2          | 0          | 0          | -                              | 25                             | 3                              | 1                              | -                   | -                   | -                   | -                   | -       | -       | -       | 117   | 9     | 8     |
| Total sur la carrière | Total sur la carrière | Total sur la carrière | 508         | 33          | 57          | 50              | 4               | 6               | 4                 | 0                 | 0                 | 8          | 1          | 0          | -                              | 128                            | 6                              | 7                              | -                   | 3                   | 0                   | 0                   | 113     | 16      | 9       | 814   | 60    | 79    |

### Buts internationaux
| 0     | Date | Lieu | Compétition | Résultat | Adversaire | Détail | Détail | Détail | Sél. |
| ----- | --- | --- | --- | --- | --- | --- | --- | --- | --- |
| 1er   | 14 juin 2006 | Zentralstadion, Leipzig, Allemagne | Premier tour de la Coupe du monde 2006 | V 4-0 | Ukraine | 13e | de la tête | 1-0 | 27e |
| 2e    | 20 août 2008 | Parken, Copenhague, Danemark | Match amical | V 0-3 | Danemark | 50e | du pied droit | 0-1 | 48e |
| 3e    | 20 août 2008 | Parken, Copenhague, Danemark | Match amical | V 0-3 | Danemark | 89e | du pied droit | 0-3 | 48e |
| 4e    | 1er avril 2009 | Stade Ali-Sami-Yen, Istanbul, Turquie | Éliminatoires Coupe du monde 2010 | V 1-2 | Turquie | 63e | s.p du pied droit | 1-1 | 56e |
| 5e    | 28 juin 2009 | Stade Royal Bafokeng, Rustenburg, Afrique du Sud | Match pour la troisième place de la Coupe des confédérations 2009                                                                                             | V 3-2 a.p. | Afrique du Sud | 107e | c.f du pied droit | 3-2 | 61e |
| 6e    | 14 novembre 2009 | Stade Vicente-Calderón, Madrid, Espagne | Match amical | V 2-1 | Argentine | 16e | du pied gauche | 1-0 | 65e |
| 7e    | 14 novembre 2009 | Stade Vicente-Calderón, Madrid, Espagne | Match amical | V 2-1 | Argentine | 86e | s.p du pied droit | 2-1 | 65e |
| 8e    | 29 mai 2010 | Tivoli Neu, Innsbruck, Autriche | Match amical | V 3-2 | Arabie saoudite | 58e | du pied droit | 2-1 | 67e |
| 9e    | 8 juin 2010 | Stade Nueva Condomina, Murcie, Espagne | Match amical | V 6-0 | Pologne | 52e | du pied droit | 3-0 | 69e |
| 10e   | 7 juin 2011 | Estadio José Antonio Anzoátegui, Puerto La Cruz, Venezuela | Match amical | V 0-3 | Venezuela | 45e | c.f du pied droit | 0-3 | 86e |
| 11e   | 10 août 2011 | Stade San Nicola, Bari, Italie | Match amical | P 2-1 | Italie | 37e | s.p du pied droit | 1-1 | 87e |
| 12e   | 7 octobre 2011 | Generali Arena, Prague, République tchèque | Éliminatoires Euro 2012 | V 0-2 | Tchéquie | 22e | du pied droit | 0-2 | 90e |
| 13e   | 30 mai 2012 | Stade de Suisse, Berne, Suisse | Match amical | V 4-1 | Corée du Sud | 52e | s.p du pied droit | 2-1 | 95e |
| 14e   | 23 juin 2012 | Donbass Arena, Donetsk, Ukraine | Quart de finale de l'Euro 2012 | V 2-0 | France | 19e | de la tête | 1-0 | 100e |
| 15e   | 23 juin 2012 | Donbass Arena, Donetsk, Ukraine | Quart de finale de l'Euro 2012 | V 2-0 | France | 90+1e | s.p du pied droit | 2-0 | 100e |
| 16e   | 13 juin 2014 | Fonte Nova, Salvador, Brésil | Premier tour de la Coupe du monde 2014 | P 1-5 | Pays-Bas | 27e | s.p du pied droit | 1-0 | 111e |
| Total | 16 buts (13 du pied droit, 1 du pied gauche et 2 de la tête), dont 6 penaltys et 2 coups francs, en 113 sélections entre le 30 avril 2003 et le 23 juin 2014. | 16 buts (13 du pied droit, 1 du pied gauche et 2 de la tête), dont 6 penaltys et 2 coups francs, en 113 sélections entre le 30 avril 2003 et le 23 juin 2014. | 16 buts (13 du pied droit, 1 du pied gauche et 2 de la tête), dont 6 penaltys et 2 coups francs, en 113 sélections entre le 30 avril 2003 et le 23 juin 2014. | 16 buts (13 du pied droit, 1 du pied gauche et 2 de la tête), dont 6 penaltys et 2 coups francs, en 113 sélections entre le 30 avril 2003 et le 23 juin 2014. | 16 buts (13 du pied droit, 1 du pied gauche et 2 de la tête), dont 6 penaltys et 2 coups francs, en 113 sélections entre le 30 avril 2003 et le 23 juin 2014. | 16 buts (13 du pied droit, 1 du pied gauche et 2 de la tête), dont 6 penaltys et 2 coups francs, en 113 sélections entre le 30 avril 2003 et le 23 juin 2014. | 16 buts (13 du pied droit, 1 du pied gauche et 2 de la tête), dont 6 penaltys et 2 coups francs, en 113 sélections entre le 30 avril 2003 et le 23 juin 2014. | 16 buts (13 du pied droit, 1 du pied gauche et 2 de la tête), dont 6 penaltys et 2 coups francs, en 113 sélections entre le 30 avril 2003 et le 23 juin 2014. | 16 buts (13 du pied droit, 1 du pied gauche et 2 de la tête), dont 6 penaltys et 2 coups francs, en 113 sélections entre le 30 avril 2003 et le 23 juin 2014. |

## Palmarès de joueur
| Liverpool FC (4) | Real Madrid (6) | Bayern Munich (5) | Équipe d'Espagne (3) |
| --- | --- | --- | --- |
| - Ligue des champions - Vainqueur : 2005. - Finaliste : 2007. - Coupe d'Angleterre - Vainqueur : 2006. - Community Shield - Vainqueur : 2006. - Supercoupe d'Europe - Vainqueur : 2005. - Coupe du monde des clubs - Finaliste : 2005. - Premier League - Vice-champion : 2009. - Coupe de la Ligue anglaise - Finaliste : 2005. | - Ligue des champions - Vainqueur : 2014. - Liga - Champion : 2012. - Vice-champion : 2010, 2011 et 2013. - Coupe du Roi - Vainqueur : 2011 et 2014. - Finaliste : 2013. - Supercoupe d'Espagne - Vainqueur : 2012. - Supercoupe d'Europe - Vainqueur : 2014. | - Bundesliga - Champion : 2015, 2016 et 2017. - Coupe d'Allemagne - Vainqueur : 2016. - Supercoupe d'Allemagne - Vainqueur : 2016. | - Coupe du monde - Vainqueur : 2010. - Championnat d'Europe - Vainqueur : 2008 et 2012. - Coupe des confédérations - Finaliste : 2013. |

### Distinctions personnelles
- Membre de l'équipe type de l'Euro 2012.
- Membre de l'équipe type FIFA en 2011 et 2012.
- Meilleur milieu de terrain de la Liga BBVA en 2011-2012.
- Prix Don Balón du meilleur joueur espagnol de la Liga 2002-2003.
- Membre de l'équipe type de la Liga BBVA en 2009-2010, 2010-2011 et 2011-2012.

## Palmarès d'entraîneur
| Bayer Leverkusen (3) |
| --- |
| - Bundesliga - Champion : 2024. - Coupe d'Allemagne - Vainqueur : 2024. - Supercoupe d'Allemagne - Vainqueur : 2024. - Ligue Europa - Finaliste : 2024. |